# Lake Lanao
Het Lanaomeer of Ranawmeer (Tagalog: Lawa ng Lanao) is een groot meer in de Zuid-Filipijnse provincie Lanao del Sur op het eiland Mindanao. Met een oppervlakte van 340 km² is het grootste meer op Mindanao, en het op een na grootste meer in de Filipijnen. Het geldt als een van de oudste meren op aarde.

## Geografie
Het meer is ontstaan doordat een depressie tussen twee gebergteketens werd afgedamd als gevolg van aardbevingen en instorting van een omvangrijke vulkaan. Het meer is maximaal 112 meter en gemiddeld 60,3 meter diep. Het drainagebekken is aan de noordzijde het ondiepst en aan de zuidzijde het diepst.
Het meer wordt gevoed door vier rivieren. Het meer watert uitsluitend af via de rivier de Agus, die zich scheidt in twee takken die zuidwestelijk van het meer in de Iliganbaai uitmonden. De ene tak voert over de Maria Cristina-waterval en de andere over de Linamonwaterval. Door de afwatering van het meer en de Agusrivier wordt een waterkrachtcentrale aangedreven die 70% van de bevolking op Mindanao van elektriciteit voorziet.
Aan het meer ligt de stad Marawi City, de hoofdstad van de provincie Lanao del Sur.

## Biodiversiteit
In het meer kwamen 18 inheemse soorten zoetwatervissen voor en het is een belangrijke leefomgeving voor watervogels In oktober 2006 kwam uit een onderzoek van Mindanao State University naar voren dat er een massale algenbloei in het Lanaomeer voorkwam. Aanvankelijk werden de slechte afwatering en vervuiling door van landbouwgif aangewezen als de boosdoeners, maar het Filipijnse Ministerie van Landbouw en de Dienst voor Visserij en Waterhulpbronnen gaven later te kennen dat bodemerosie door roofbosbouw en intensief landgebruik aan de basis van het algenprobleem liggen. In december 2020 is door het IUCN vastgesteld dat 15 soorten zoetwatervissen uitgestorven zijn in het Lanaomeer. Het IUCN wijst als oorzaak aan het uitzetten van nieuwe vissoorten en overbevissing.